# Alice on Deadlines
Alice on Deadlines (яп. D線上のアリス Ди: Сэндзё: но Арису) — сёнэн-манга Сиро Ихара, публиковавшаяся в журнале Gangan Wing с марта 2005 по май 2006 года. В формате танкобонов было выпущено 4 тома.

## Сюжет
В мире Alice on Deadlines существует департамент Синигами. Однажды этот департамент обнаружил в мире живых Сибито — пожирателя душ и тел людей. Поймать демона поручают Лапану — настоящему извращенцу. В свободное время на работе читает порножурналы, тем самым раздражая начальство.
Чтобы появиться в мире людей, Лапан должен обрести «тело» скелета. Поэтому он специально перебирается в тело девушки по имени Алиса и умудряется потерять документы на возвращение в мир Синигами. Новые документы задерживаются, а бедная Алиса переходит в тело скелета. Но тем временем за Лапаном охотится ещё один Сибито, а сам Синигами остаётся в теле девушки, по-прежнему озабоченный извращениями.

## Названия глав
Главы первого тома:
1. Алиса и Синигами.
2. Глазное яблоко и Конэко-тян
3. Милашка и принц.
4. Умэ и Ля-тин.

Главы второго тома:
1. Кот-вор и Чёрная бабочка.
2. Куклы и Умэ прошлого.
3. Цветение сакуры и воспоминания.
4. Король Сибито и Белая Невеста.
5. Подземная битва и разрушитель Ё Тюн.